# .py
.py — в Інтернеті, національний домен верхнього рівня (ccTLD) для Парагваю.

## Домени 2-го та 3-го рівнів
В цьому національному домені нараховується близько 1,190,000 вебсторінок (станом на січень 2007 року).
У наш час використовуються та приймають реєстрації доменів 3-го рівня такі доменні суфікси (відповідно, існують такі домени 2-го рівня):
| Суфікс  | Регламентовані користувачі                                            |
| .com.py | Комерційні установи, корпорації                                       |
| .edu.py | Наукові та дослідницькі установи, коледжі, університети або інститути |
| .gov.py | Державні та урядові установи                                          |
| .net.py | Провайдери, організації, пов'язані з мережами                         |
| .org.py | Неприбуткові, неурядові організації                                   |